# Жозеф Галлієні
Жозеф Симон Галлієні́ (фр. Joseph Simon Gallieni; 24 квітня 1849, Сен-Беа, Верхня Гаронна — 27 травня 1916, Версаль) — французький воєначальник, військовий командир і адміністратор у французьких колоніях. Сумно відомий в Мадагаскарі як французький воєначальник, який відсторонив від влади і відправив у заслання королеву Мадагаскару Ранавалуну III і скасував 350-річну монархію на острові.
Галлієні був відкликаний з відставки з початком Першої світової війни. Як військовий губернатор (комендант) і організатор оборони Парижа відіграв важливу роль у Першій битві на Марні, коли реквізував паризькі таксі (таксі Марни) і на них перевезли підкріплення з Парижа, що стало однією з причин поразки німецьких військ.
З жовтня 1915 по березень 1916 Галлієні — міністр оборони Франції, 1921 р. йому посмертно присвоєно звання Маршал Франції.

## Біографія

### Молодість, початок кар'єри
Галлієні народився 24 квітня 1849, Сен-Беаі, Верхня Гаронна. Мати — корсиканка, батько Гаетан Галлієні — італієць, народився в Польяно-Міланезе, регіон Ломбардія; був солдатом-піхотинцем, дослужився до чину капітана.
Після навчання у Національному військовому училищі в Ла-Флеш Жозеф Галлієні вступив в Особливу військову школу Сен-Сір в 1868 році. 15 липня 1870 р. йому присвоєно звання другого лейтенанта і він розпочав службу в 3-му полку морської піхоти, а за три дні почалася французько-прусська війна.
У складі цього полку Галлієні брав участь у битві при Седані, був поранений і взятий в полон 1 вересня 1870 р. у Базеї. Перебував у полоні у Німеччині і повернувся до Франції 11 березня 1871 року. В полоні вивчав німецьку мову, вів записник, який назвав німецькою, англійською та італійською  “Erinnerungen of my life di ragazzo” (“Спогади про моє життя з юнацтва”). 

### Служба в колоніях
25 квітня 1873 р. Жозефу Галлієні присвоєно звання лейтенант і відправлено до 2-го полку морської піхоти, з яким він розпочав свою службу в колоніях, прибувши на острів Реюньйон, де провів три роки.
11 грудня 1876 р. здобув призначення у військовий підрозділ сенегальських стрільців і 20 грудня відбуває в Дакар, столицю Сенегалу, на північно-західну межу Чорної Африки. Брав участь у різних дослідженнях і військових експедиціях. В 1878 році Галлієні здобув звання капітана.
30 січня 1880 р. він відпливає на човні з міста Сен-Луї до міста Рішар-Толь (близько 100 км) по річці Сенегал. 29 березня Ж. Галлієні прибув до міста Бафулабе в Малі, де уклав договір з місцевими володарями, що дозволило встановити тут протекторат Франції.
У 1905 році війська під його командуванням брали участь у каральній операції, яка була спрямована проти малагасійських повстанців, які намагались досягнути незалежності своєї країни, яка була окупована і перетворена на французьку колонію внаслідок другої франко-малагасійської війни. 
Здоров'я Галлієні було підірвано під час війни. Він мав рак простати. Він переніс дві хірургічні операції у версальській клініці та помер у лікарні 27 травня 1916 року. Згідно з його останньою волею, Галлієні поховали на цвинтарі комуни Сен-Рафаель поряд із тілом дружини.